# Högsjödammen
Högsjödammen är en före detta damm (sjö) i Sundsvalls kommun i Medelpad och ingår i Selångersåns huvudavrinningsområde. Sjön har en area på 0,0567 kvadratkilometer och ligger 115,3 meter över havet.

## Delavrinningsområde
Högsjödammen ingår i det delavrinningsområde (693518-156587) som SMHI kallar för Mynnar i Sulån. Medelhöjden är 144 meter över havet och ytan är 5,3 kvadratkilometer. Räknas de 6 avrinningsområdena uppströms in blir den ackumulerade arean 21,31 kvadratkilometer. Vattendraget som avvattnar avrinningsområdet har biflödesordning 3, vilket innebär att vattnet flödar genom totalt 3 vattendrag innan det når havet efter 29 kilometer. Avrinningsområdet består mestadels av skog (72 procent) och jordbruk (14 procent). Avrinningsområdet har 0,11 kvadratkilometer vattenytor vilket ger det en sjöprocent på 2,1 procent.